# Helena Valley West Central
Helena Valley West Central is een plaats (census-designated place) in de Amerikaanse staat Montana, en valt bestuurlijk gezien onder Lewis and Clark County.

## Demografie
Bij de volkstelling in 2000 werd het aantal inwoners vastgesteld op 6983.

## Geografie
Volgens het United States Census Bureau beslaat de plaats een oppervlakte van
69,0 km², geheel bestaande uit land.

## Plaatsen in de nabije omgeving
De onderstaande figuur toont nabijgelegen plaatsen in een straal van 12 km rond Helena Valley West Central.